# タルノフスキェ・グルィ郡
タルノフスキェ・グルィ郡（Tarnowskie Góry County (ポーランド語: powiat tarnogórski)）は、南ポーランドのシロンスク県にある地方自治体。1998年の地方行政区画再編の結果、1999年1月1日に誕生した。郡都で最大の町はタルノフスキェ・グルィであり、カトヴィツェの南西25kmに位置する。タルノフスキェ・グルィ郡にはほかに3つの町が存在する。
郡は642.63km2の面積がある。2006年の統計で、郡全体の人口が137,979人である。

## 近隣の郡
北部はルブリニェツ郡、東部はミコウフ郡とティヒ市、南西部はベンジン郡とピェカルィ・シロンスキェ市、南部はビトム市とザブジェ市、南西部はグリヴィツェ郡とグリヴィツェ市、西部はスチュシェルツェ郡に接している。

## 下位自治体
郡は9つの下位自治体に分割される。（4つの都市、5つの田舎）なお、人口順に並べてある。
| 名称                         | 種類 | 面積 (km2) | 人口 (2019年) | 中心地               |
| ---------------------------- | ---- | ---------- | ------------- | -------------------- |
| タルノフスキェ・グルィ       | 都市 | 83.5       | 61,422        |                      |
| ラジョンクフ                 | 都市 | 13.3       | 16,826        |                      |
| グミナ・ズブロスワヴィツェ   | 田舎 | 148.7      | 16,184        | ズブロスワヴィツェ   |
| グミナ・シヴィエルクラニェツ | 田舎 | 44.3       | 12,328        | シヴィエルクラニェツ |
| カレティ                     | 都市 | 57.7       | 8,607         |                      |
| グミナ・トヴォルク           | 田舎 | 124.9      | 8,249         | トヴォルク           |
| Miasteczko Śląskie           | 都市 | 68.3       | 7,437         |                      |
| グミナ・オジャロヴィツェ     | 田舎 | 43.7       | 5,794         | オジャロヴィツェ     |
| グミナ・クルプスキ・ムウィン | 田舎 | 39.4       | 3,175         | クルプスキ・ムウィン |